# William Bardeen
William Allen Bardeen (Washington (Pensilvânia), 15 de setembro de 1941) é um físico estadunidense. Trabalha no Fermilab.
Filho do duplamente laureado com o Nobel de Física John Bardeen e de Jane Maxwell Bardeen, e irmão do também físico James Maxwell Bardeen.

## Publicações selecionadas
- As publicações de Bardeen estão disponíveis na INSPIRE-HEP Literature Database .